# Ernst-Eckhard Koch
Ernst-Eckhard Koch (* 26. Mai 1943 in Bratislava, Slowakischer Staat; † 7. September 1988 in Berlin) war ein deutscher Physiker, der sich der Anwendung und Weiterentwicklung der Synchrotronstrahlung verschrieben hatte.

## Leben
Nach dem Abitur in Gießen studierte er ab 1962 an der Ludwig-Maximilians-Universität München Physik. Er wurde im Corps Makaria München aktiv und zeichnete sich zweimal als Senior aus. Als studentische Hilfskraft bei Armin Hermann schrieb er die erste von 200 Publikationen. Seine Diplomarbeit schrieb er bei Walter Rollwagen. Sie zeigt den Leitfaden aller seiner Publikationen: die Aufklärung der Elektronenstruktur organischer Moleküle. Betreut von Andreas Otto und in großer Selbständigkeit erarbeitete er seine Doktorarbeit im damals noch jungen Synchrotronstrahlungslabor am Deutschen Elektronen-Synchrotron (DESY). 1972 wurde er von der Universität Hamburg mit Auszeichnung zum Dr. rer. nat. promoviert. Überragende Bedeutung hatte Koch für das BESSY-Projekt in Berlin und das HASYLAB am DESY in Hamburg. 1978 habilitierte er sich an der Universität Hamburg für Experimentalphysik. Von 1979 bis 1984 war er stellvertretender Leiter von HASYLAB. 1984 wurde er von der Universität Hamburg zum o. Professor ernannt. Am Fritz-Haber-Institut der Max-Planck-Gesellschaft leitete er ab 1985 eine Arbeitsgruppe zu Molekülkristallen. Die Freie Universität Berlin berief ihn 1987 zum Honorarprofessor für Experimentalphysik. Im Jahr darauf starb er mit nur 45 Jahren. Für hervorragende Dissertationen am BESSY oder am HASYLAB verleiht das Helmholtz-Zentrum Berlin für Materialien und Energie den Ernst-Eckhard Koch-Preis.

## Werke
- mit M. Skibowski: Optical absorption of gaseous methane, ethane, propane and butane and reflection of solid methande and ethane in the vacuum ultraviolet. DESY, Hamburg 1971.
- Photoemission from solid neon. DESY, Hamburg 1974.
- Non-isothermal reaction analysis. Academic Press, London New York San Francisco 1977.
- mit Volker Saile: Synchrotronstrahlung. Vieweg+Teubner 1988. ISBN 978-3-519-03034-8.
- Handbook of Synchrotron Radiation. Amsterdam 1983.
- mit Tai-Chang Chiang und Albrecht Goldmann: Elektronische Struktur von Festkörpern. Photoemissions-Spektren und verwandte Daten. Springer, Berlin 1989.

## Herausgebergremien
- Nuclear Instruments and Methods in Physics Research
- Chemical Physics Letters
- Journal of Electron Spectroscopy and Related Phenomena